# Чернова, Марина Олеговна
Марина Олеговна Чернова (род. 7 марта 1996 года) — российская акробатка.

## Карьера
Тренер — Владимир Гургенидзе, Степкина Татьяна Васильевна.
Спортсмен-инструктор Центра паралимпийских, сурдлимпийских и неолимпийских видов спорта Московской области.
На чемпионате мира 2014 года в смешанной паре с Ревазом Гургенидзе завоевала золото.
На первых Европейских играх Марина и её партнёр Георгий Патарая завоевали три золотые награды.
Чемпионка Всемирных игр 2017 года по спортивной акробатике в паре с Георгием Патарая.